# Джин Голливуд
Джи́н Голливу́д (англ. Jean Hollywood, род. 19 сентября 1999, Лос-Анджелес) (ранее Э́лла Голливу́д англ. Ella Hollywood) — американская транссексуальная порноактриса и фотомодель, лауреат премий AVN Award.

## Биография
Родилась 19 сентября 1999 года в Лос-Анджелесе, Калифорния. В декабре 2018 года официально дебютировала как актриса фильмов для взрослых, в 19 лет сняла свою первую работу «Звездочка родилась — Элла Голливуд», которую записал режиссёр Бадди Вуд для сайта TS-Casting Couch.com.
Работала с такими продюсерскими компаниями, как Evil Angel, Gender X, Transsensual, All Her Luv, Pornhub, Trans Angels, Mile High и другими.
В 2020 году впервые была номинирована на премию AVN Awards в категориях «транссексуал-исполнитель года» и «лучшая сцена группового транссексуального секса» за фильм «Menage A Trans 4».
Снялась в более чем 120 фильмах.

## Награды
| Год  | Церемония                  | Результат | Премия                                                 |
| ---- | -------------------------- | --------- | ------------------------------------------------------ |
| 2019 | NightMoves Award           | Номинация | Лучший трансексуальный артист                          |
| 2020 | AVN Awards                 | Номинация | Трансексуальный артист года                            |
| 2020 | AVN Awards                 | Номинация | Лучшая сцена секса с трансексуалом                     |
| 2020 | AVN Awards                 | Номинация | Награда фанатов: Любимый трансгендерный артист         |
| 2020 | AVN Awards                 | Номинация | Награда фанатов: любимая трансгендерная вебкам-девушка |
| 2020 | Transgender Erotica Awards | Номинация | Лучшая хардкорная модель                               |
| 2020 | Transgender Erotica Awards | Номинация | Лучшее новое лицо                                      |
| 2020 | Transgender Erotica Awards | Номинация | Лучшая VR-сцена                                        |
| 2021 | AVN Awards                 | Номинация | Транссексуальный артист года                           |
| 2021 | AVN Awards                 | Номинация | Лучшая сцена секса с транссексуалом                    |
| 2022 | AVN Awards                 | Номинация | Лучшая сцена секса с транссексуалом                    |
| 2022 | AVN Awards                 | Победа    | Награда поклонников: любимая транссексуальная модель   |
| 2023 | AVN Awards                 | Номинация | Лучшая сцена секса с трансексуалом                     |